# Makoto Hasebe
Makoto Hasebe (japansk:長谷部 誠; født d. 18. januar 1984) er en japansk professionel fodboldspiller, som spiller for Bundesliga-klubben Eintracht Frankfurt. 

## Klubkarriere

### Urawa Red Diamonds
Hasebe begyndte sin karriere hos Urawa Red Diamonds, hvor han gjorde sin førsteholdsdebut i 2002. Han etablerede sig fra 2003 sæsonen som en fast mand på holdet. Han var i 2006 med til at vinde den japanske liga og i 2007 til at vinde AFC Champions League.

### Wolfsburg
Hasebe skiftede i januar 2008 til VfL Wolfsburg, hvor han blev den første japanske spiller i klubbens historie. Han var i 2008-09 sæsonen med til at Wolfsburg vandt deres første mesterskab.

### 1. FC Nürnberg
Hasebe skiftede i september 2013 til 1. FC Nürnberg.

### Eintracht Frankfurt
Hasebe skiftede i juli 2014 til Eintracht Frankfurt. Efter at have spillet sin hele sin karriere som midtbanespiller, begyndte nye træner Niko Kovač at bruge Hasebe som forsvarsspiller, en rolle som han sidenhen har spillet ofte i.
Hans bedste sæson for klubben kom i 2018-19, da han blev inkluderet på årets hold i Bundesligaen af sportsmagasinet Kicker. Han spillede den 6. juni 2020 sin kamp nummer 309 i Bundesligaen, som hermed gjorde ham til den asiatiske spiller med flest kampe i Bundesligaen nogensinde.
Hasebe skrev i februar 2022 en ny kontrakt med klubben. Som del af aftalen vil han fortsætte som spiller frem til sommeren 2023, hvorefter han vil tage en rolle i trænerstaben.

## Landsholdskarriere
Hasebe gjorde sin debut for Japans landshold den 11. februar 2006. Han blev i 2010 gjort til anfører for landsholdet, en rolle han ville holde frem til at han i 2018 annoncerede at han gik på pension fra landsholdsfodbold. Han opnåede 114 kampe for landsholdet og scorede 2 mål.

## Titler
Urawa Red Diamonds
- AFC Champions League: 1 (2007)
- J1 League: 1 (2006)
- J1 League 2nd Stage: 1 (2004)
- Emperor's Cup: 2 (2005, 2006)
- J.League Cup: 1 (2003)
- Japanske Super Cup: 1 (2006)

VfL Wolfsburg
- Bundesliga: 1 (2008-09)

Eintracht Frankfurt
- DFB-Pokal: 1 (2017-18)
- UEFA Europa League: 1 (2021-22)

Japan
- AFC Asian Cup: 1 (2011)
- Kirin Cup: 3 (2008, 2009, 2011)

Individuelle
- J1 League Årets hold: 1 (2004)
- Årets fodboldspiller i Asien: 1 (2018)
- UEFA Europa League Sæsonens hold: 1 (2018-19)
- VDV Sæsonens hold: 1 (2018-19)
- kicker Bundesliga Sæsonens hold: 1 (2018-19)